# Proteste in Albania del 2011
Le proteste in Albania del 2011 sono state una serie di proteste antigovernative in Albania dopo 18 mesi di conflitto politico per dei presunti brogli elettorali.
Una manifestazione è stata indetta dai partiti parlamentari dell'opposizione, tra cui il Partito Socialista d'Albania e il Partito dell'Unione per i Diritti Umani, il 21 gennaio per protestare contro la presunta corruzione del governo albanese e la diffusione della disoccupazione e della povertà nel paese. La protesta pubblica ha portato alle dimissioni del vice primo ministro. Una protesta a Tirana ha portato all'uccisione di tre manifestanti da parte della Guardia repubblicana durante un comizio davanti all'ufficio del primo ministro. Una quarta persona è morta alcuni giorni dopo in un ospedale di Ankara in Turchia.

## Contesto

### Accuse di brogli elettorali
Il Partito Socialista d'Albania, il più grande partito d'opposizione, ha sostenuto che le elezioni parlamentari del 2009 non sono state né libere né eque. Quando il leader del Partito Democratico d'Albania Sali Berisha non ha potuto formare un governo con i suoi alleati, ha fondato un'altra coalizione con il Movimento Socialista per l'Integrazione. Questo accordo ha galvanizzato ulteriormente l'opposizione e il Partito socialista ha guidato 18 mesi di continue proteste contro il governo. Berisha ha anche continuamente rinviato l'apertura delle urne per un riconteggio. La coalizione di governo ha istituito una commissione parlamentare d'inchiesta per esaminare le elezioni ma il Partito socialista si è opposto alla mossa. Hanno poi organizzato uno sciopero della fame di 21 giorni nel viale principale di Tirana. All'inizio di gennaio le urne delle elezioni del giugno 2009 sono state bruciate mentre altri materiali elettorali sono stati sigillati per 25 anni, rendendo giuridicamente impossibile un'indagine.

### Accuse di corruzione
L'11 gennaio, in un video, è stato mostrato il presidente del Movimento Socialista per l'Integrazione Ilir Meta mentre faceva pressione su uno dei ministri del governo, Dritan Prifti, e concludeva informalmente alcuni accordi economici. Meta ha costretto il ministro a cancellare un accordo tra un appaltatore e il Ministero e a concludere un nuovo accordo con un altro soggetto legato a propri interessi economici. Inoltre ha costretto il ministro ad assumere due persone per lavori governativi di medio livello e infine ha chiesto un ulteriore favore in un accordo che riguardava una centrale idroelettrica. Meta ha detto che il profitto per il Ministro dell'economia sarebbe stato di circa 700 000 euro per uno degli accordi e il 7% del valore dell'investimento nell'altro, ma il suo profitto personale non è stato menzionato. L'FBI ha esaminato il portatile di Dritan Prifti e ha scoperto che è stato lui a prendere le tangenti.
Il Movimento Socialista per l'Integrazione e Meta hanno inizialmente respinto il video, sostenendo che fosse falso e poco chiaro. Meta, tuttavia, si è dimesso dal parlamento tre giorni dopo. Ha dichiarato di essere disposto a collaborare con l'ufficio del Procuratore generale nelle sue indagini. Il 12 febbraio la sua immunità è stata revocata.

## Manifestazioni dell'opposizione

### 21 gennaio

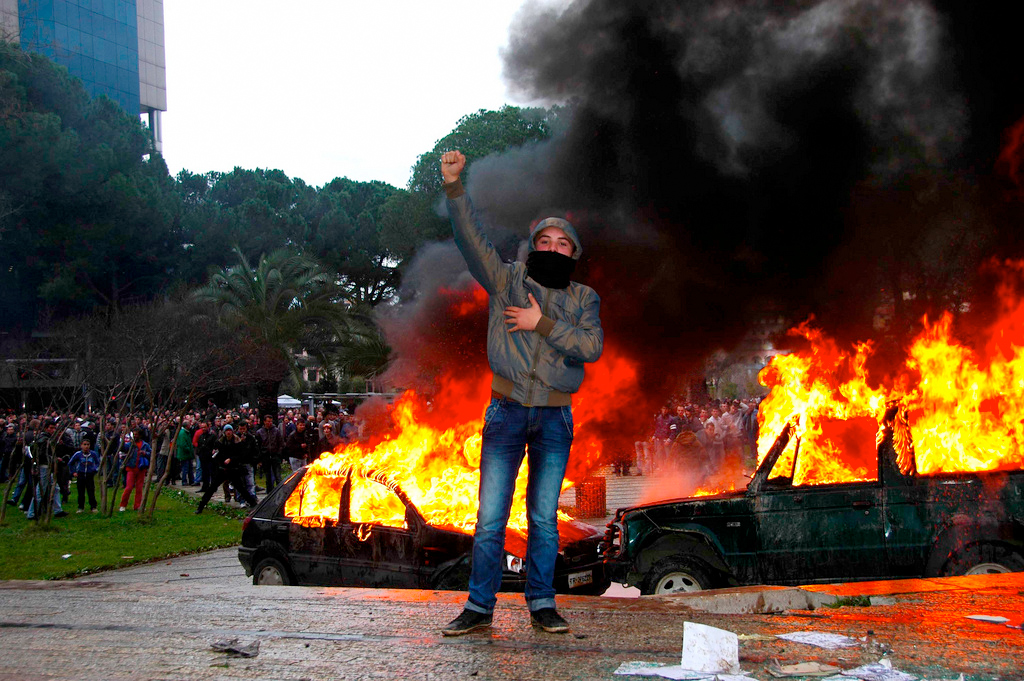
Manifestante di fronte a barricata di auto incendiate durante la manifestazione del 21 gennaio

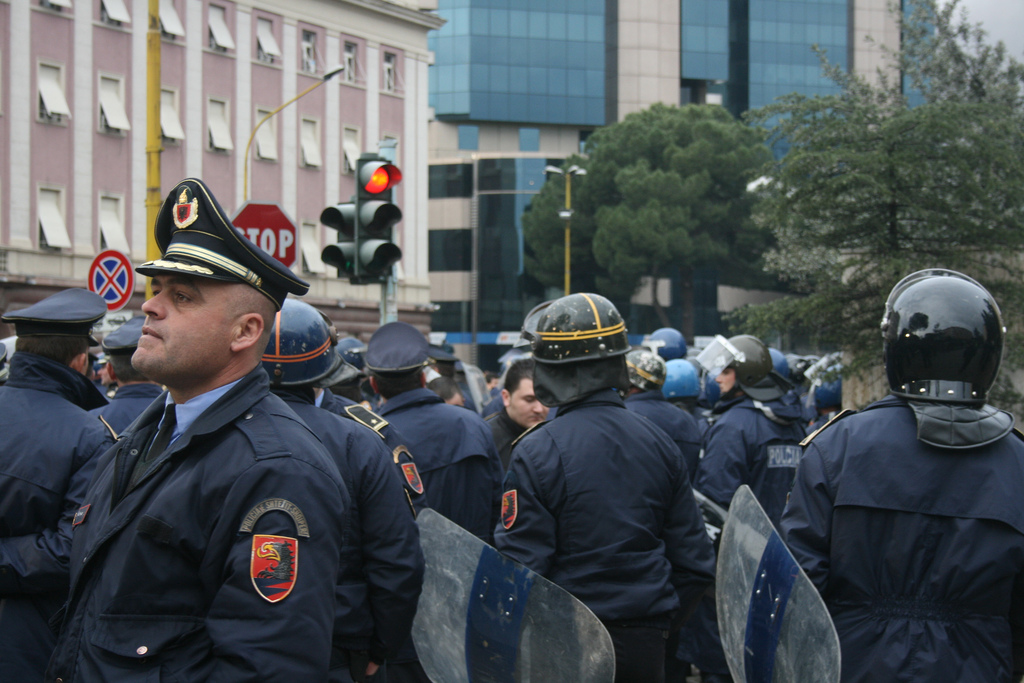
La polizia albanese durante la manifestazione del 21 gennaio 2011 a Tirana

Secondo la polizia e i media internazionali circa 20 000 persone hanno partecipato a una manifestazione antigovernativa a Tirana, ma l'opposizione ha dichiarato che i dimostranti erano circa 200 000 Il gran numero di poliziotti, unito alle continue provocazioni e alle crescenti tensioni politiche durante la settimana precedente la manifestazione, sono stati fattori importanti per lo sviluppo della protesta. Ai cori antigovernativi sono seguiti gli scontri con un gruppo di circa 600 manifestanti che hanno lanciato ombrelli contro la polizia albanese. Quando un gruppo di 600 manifestanti ha iniziato a lanciare pietre e bombe Molotov, la polizia ha reagito con gas lacrimogeni e manganelli.
Gli scontri sono proseguiti per due ore fino a quando le forze di polizia e la Guardia repubblicana hanno iniziato a sparare in aria nel tentativo di allontanare e spaventare i manifestanti. Ad un certo punto la polizia ha sparato contro i manifestanti in mezzo alla folla, uccidendo tre manifestanti e ferendone un altro che è morto dopo una settimana di coma. Dopo che i manifestanti hanno cominciato a scappare dalla piazza principale, centinaia di persone sono state arrestate dalla polizia in borghese e dalla polizia antisommossa. I partiti dell'opposizione hanno considerato la sparatoria "estrema e ingiustificata".
Berisha ha negato che ci fosse un ordine specifico di sparare ai manifestanti, ma ha confermato che è stata la Guardia repubblicana a sparare. Ciononostante, la Costituzione albanese e il suo codice penale permettono alla Guardia repubblicana di ferire in modo non fatale le persone che cercano di entrare in qualsiasi istituzione governativa.
Il Partito socialista albanese ha dichiarato che gli antefatti e le ragioni che hanno causato l'escalation di questa protesta pacifica a Tirana, sebbene simile alla situazione in Tunisia, sono stati molto diversi. Il leader dell'opposizione, Edi Rama, ha dichiarato: "La gente ha protestato per un'Albania migliore e ha perso la vita per un'Albania con cui siamo costretti a convivere, ma che sicuramente cambierà".

### 28 gennaio
Una manifestazione non violenta in forma di omaggio alle tre vittime del 21 gennaio si è tenuta il 28 gennaio nello stesso viale. La manifestazione è consistita nel mettere dei fiori dove le 3 persone sono state uccise e nell'accendere delle candele in loro memoria. Nonostante i continui appelli del partito al potere e di varie istituzioni e rappresentanti internazionali a ritirare la manifestazione a causa del pericolo di ripetute violenze, la protesta è avvenuta senza alcun segno di violenza. Le stime di partecipazione alla seconda manifestazione sono state addirittura superiori a quelle del 21 gennaio.

### 4 febbraio
L'opposizione ha organizzato manifestazioni simultanee in quattro città: Tirana, Valona, Coriza e Alessio, anche se non sono state segnalate provocazioni o segni di violenza. I manifestanti hanno evitato di marciare davanti all'ufficio del primo ministro dove sono avvenuti gli omicidi del 21 gennaio per evitare la possibilità di ripetute violenze. La polizia ha affermato che 3 000 persone hanno marciato a Tirana, 3 500 a Valona, 2 000 a Coriza e 600 a Alessio. Tuttavia, il Partito socialista ha affermato che 40 000 persone hanno marciato a Tirana, 30 000 a Valona, 20 000 a Coriza e 10 000 a Alessio. L'opposizione ha promesso di continuare le manifestazioni settimanali in tutta l'Albania.

## Accuse di colpo di Stato
Sali Berisha ha dichiarato il 21 gennaio che i tre manifestanti morti durante il raduno dell'opposizione sono stati uccisi da altri manifestanti nel tentativo di causare vittime e, infine, di dare inizio a un colpo di Stato contro il suo governo. Il 22 gennaio, solo 24 ore dopo la sua prima dichiarazione, ha affermato che sono stati colpiti dalla Guardia repubblicana. Tuttavia le sue accuse di colpo di Stato non sono cambiate. Berisha ha continuato a sostenere che diverse istituzioni indipendenti, tra cui la maggior parte della magistratura, i servizi segreti e il Presidente, facevano parte del colpo di Stato.
I pubblici ministeri albanesi hanno immediatamente emesso mandati di arresto per sei membri della Guardia repubblicana per i tre morti. Berisha ha dichiarato che i mandati erano illegali e ha ordinato alla polizia di Stato di non eseguirli. Nonostante ciò i sei sono stati arrestati; tuttavia, tre delle guardie accusate sono state rilasciate dal procuratore. L'ex presidente Alfred Moisiu e altri politici hanno esortato Berisha a smettere di violare l'indipendenza delle istituzioni costituzionali come la Procura generale, i servizi segreti nazionali e il presidente dell'Albania.
Berisha ha infine dichiarato che avrebbe contrastato gli effetti del presunto colpo di Stato assumendo Lady Gaga per esibirsi in Albania durante l'estate.

## Reazioni

### Interne
Il Partito Democratico ha sostenuto che molti manifestanti sono stati pagati dall'opposizione per protestare.

### Internazionali
Le principali ambasciate di Tirana hanno chiesto la pace e la calma senza commentare le azioni del governo durante le proteste del 21 gennaio. La comunità diplomatica ha chiesto all'opposizione di annullare la protesta per evitare ogni possibilità di scontri violenti.

### Organizzazioni non governative
Human Rights Watch ha chiesto che Berisha non inferisca con l'indagine penale sulla morte dei tre manifestanti antigovernativi.